# Тайга (авиакомпания)

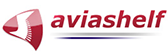
Логотип АО «Авиационная компания Авиашельф»

Акционерное общество «Авиакомпания Тайга» (прежние наименования: Закрытое акционерное общество совместное предприятие «Авиационная компания Авиашельф — Aviashelf» и Акционерное общество «Авиационная компания Авиашельф») — авиакомпания, основное направление которой — поддержка нефтегазовых проектов, реализуемых на континентальном шельфе РФ.
Авиашельф выполняет коммерческие перевозки пассажиров и грузов, в том числе полёты на морские суда и морские буровые установки. Также компания выполняет аварийно‐спасательные и поисково‐спасательные полёты, рейсы по медицинской эвакуации, тушение пожаров, строительно-монтажные работы.
Участвует в субсидированных перевозках на Курильских островах, выполняет воздушные съёмки.

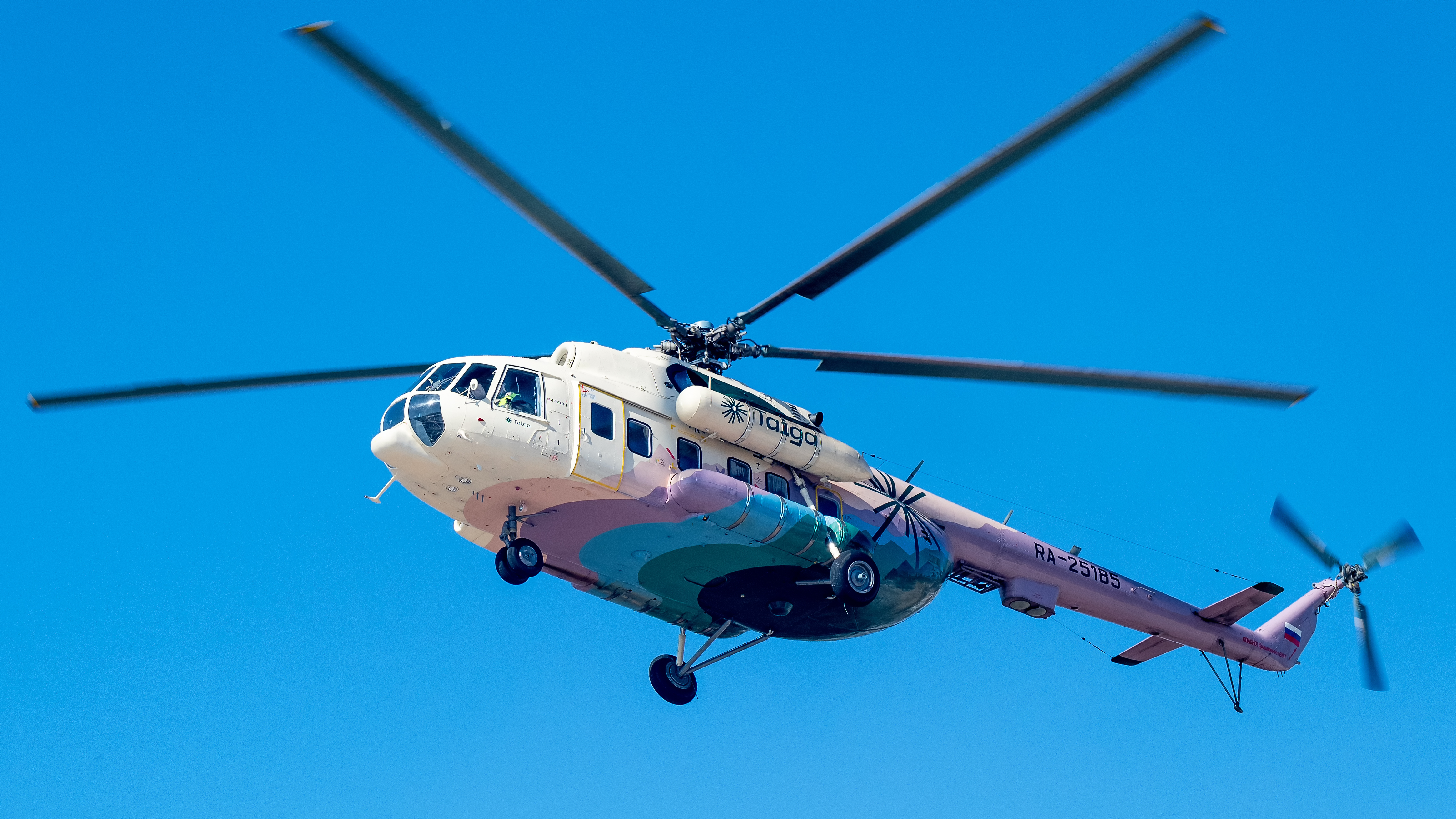
Ми-8МТВ1 с номером RA-25185 аэропорт Менделеево

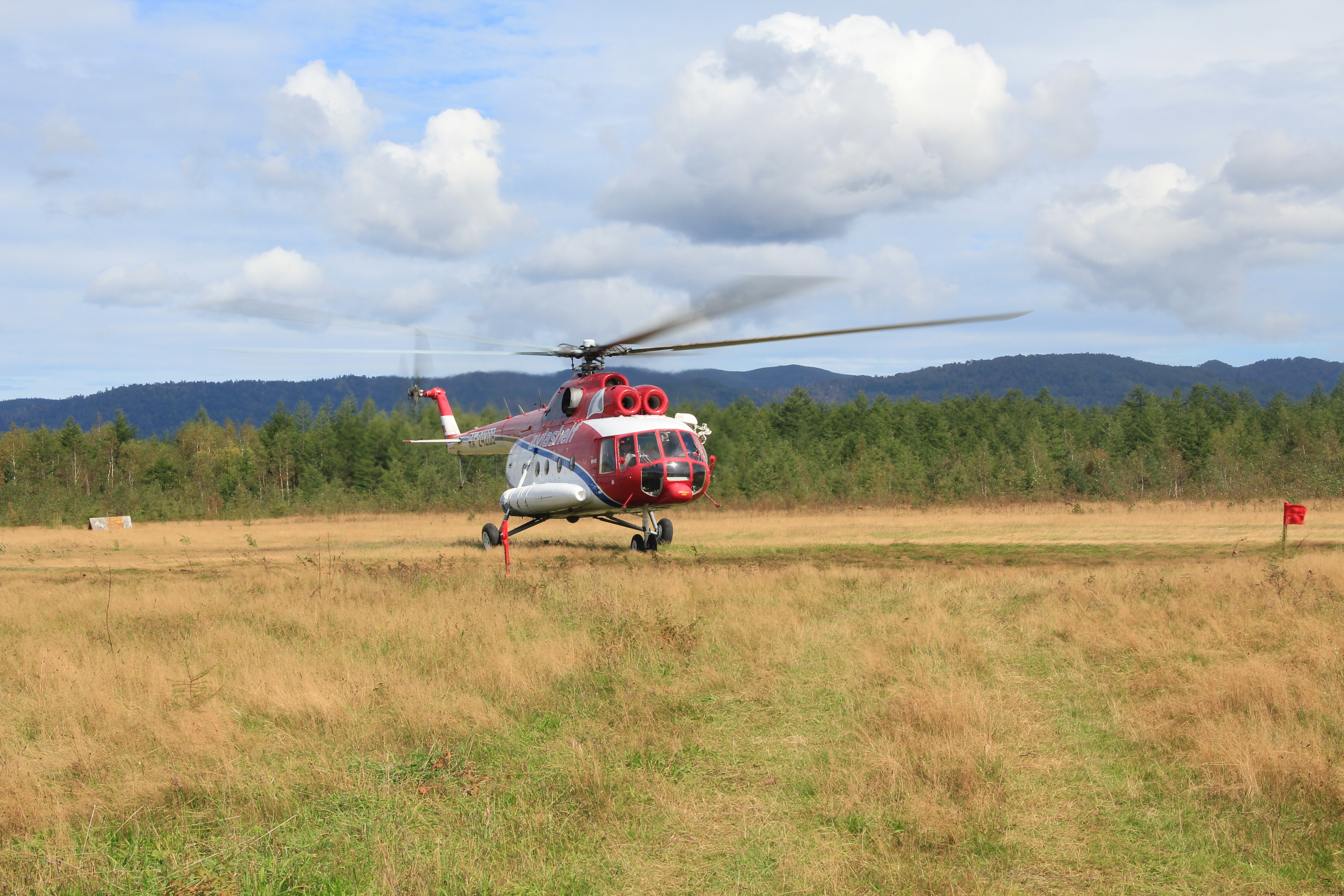
Ми-8Т с номером RA-24208 Аэродром в п. Старорусское

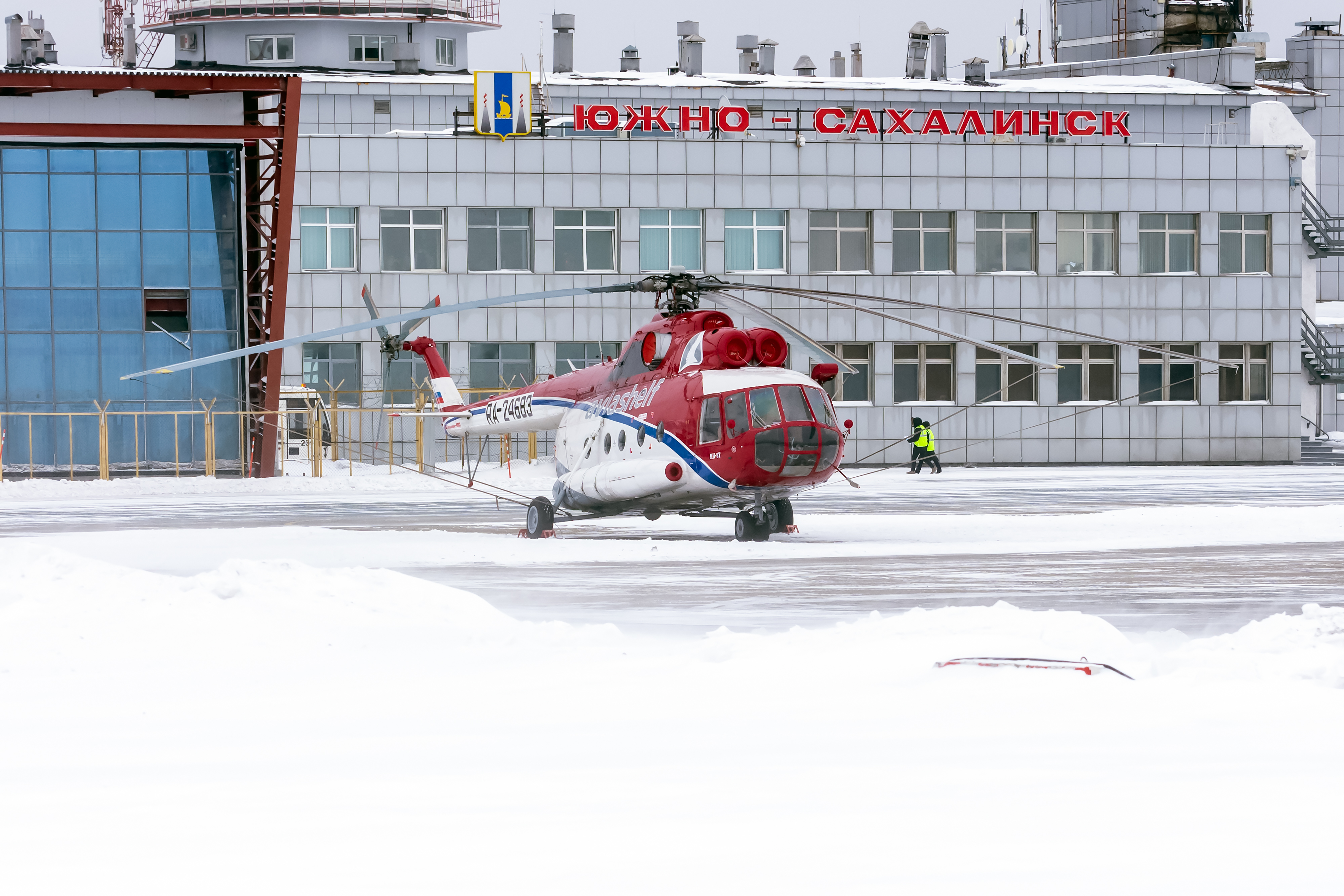
Ми-8Т с номером RA-24683 в аэропорту Южно-Сахалинск

## История
1998 — основание в качестве чисто вертолётной компании для выполнения работ в интересах добывающих компаний и регионального правительства по укреплению дорог, доставке персонала на вахты, тушению природных пожаров, доставке почты и выполнению локальных пассажирских перевозок по территории Сахалинской области и на обитаемые острова Курильской гряды.
2013 — создание авиакомпании «Аврора» — будущего единого авиаперевозчика Сибири и Дальнего Востока, которому через 7 лет предстоит стать старшим партнёром «Тайги»/«Авиашельфа».
2020, октябрь — появление в СМИ публикаций о грядущем введении во флот «Авиашельфа» канадских самолётов DHC 6-400 вместимостью 19 пасс. кресел.
2020, вторая половина осени — получение первого DHC 6-400 с надписью Taiga на правом и левом бортах (в последующие несколько месяцев количество этих самолётов было доведено до 3 единиц).
2020, 30 октября — появление в Южно-Сахалинске двух самолётов «ДеХэвиленд Канада» в ливрее «Тайги» и заявление сахалинских властей об использовании этих машин для полётов в удалённые посёлки региона.
2020, 30 декабря — торжества по случаю открытия регулярных коммерческих рейсов на DHC 6-400.
2021 — включение «Тайги»/«Авиашельфа» в госпрограмму субсидируемых перевозок (власти согласились частично компенсировать расходы перевозчика на вертолётные и самолётные рейсы по направлениям Шикотан — Итуруп, Петропавловск-Камчатский — Северо-Курильск, Южно-Сахалинск — Шахтёрск, Южно-Сахалинск — Зональное — Ноглики и Южно-Сахалинск — Александровск-Сахалинский; при этом официальным оператором этих и остальных маршрутов «Тайги»/«Авиашельфа» выступает а/к «Аврора»).
В 2022 г. список субсидированных маршрутов пополнился Поронайском, Смирных, Советской Гаванью и Северо-Курильском.
В сентябре 2022 года полное наименование изменено с Акционерное общество «Авиационная компания Авиашельф» на Акционерное общество «Авиакомпания Тайга».
В 2023 году в программу перевозок были включены труднодоступные населённые пункты Тором, Удское, Тугур и Чумикан.
В 2023 году авиакомпания «Тайга» вышла на пассажиропоток в 35000 человек.

## Деятельность
Пассажирские авиаперевозки осуществляются под маркой «Тайга».
Парк воздушных судов, размещённый на четырёх аэродромах — в Южно‐Сахалинске, Крабозаводское (о. Шикотан), Ногликах и Елизово (г. Петропавловск-Камчатский) — представлен самолётами DHC-6, вертолётами Ми-8Т и Ми-8 МТВ-1.
Регулярные рейсы осуществляются по направлениям: из Южно-Сахалинска в Шахтёрск, Александровск-Сахалинский, Зональное, Поронайск, Смирных, Советская Гавань; из Зонального в Ноглики; из Крабозаводского в Менделеево; из Елизово в Северо-Курильск. Маршрутная сеть перевозчика по состоянию на конец декабря 2023 насчитывает 12 местных и межрегиональных направлений.
Основные клиенты Авиашельфа — «Эксон Нефтегаз Лимитед» и «Сахалин Энерджи Инвестмент Компани».
В числе заказчиков также и НК-Роснефть (ООО «РН-Аэрокрафт»), ООО «Газпром флот», ООО «Газпром Добыча Шельф», Правительство Сахалинской области , Управление МЧС по Сахалинской области, Сахалинская областная больница, администрации муниципальных образований и другие организации.
Авиакомпания является членом Ассоциации вертолётной индустрии и участником международной организации по безопасности полётов вертолётов стран СНГ (IHST-CIS).

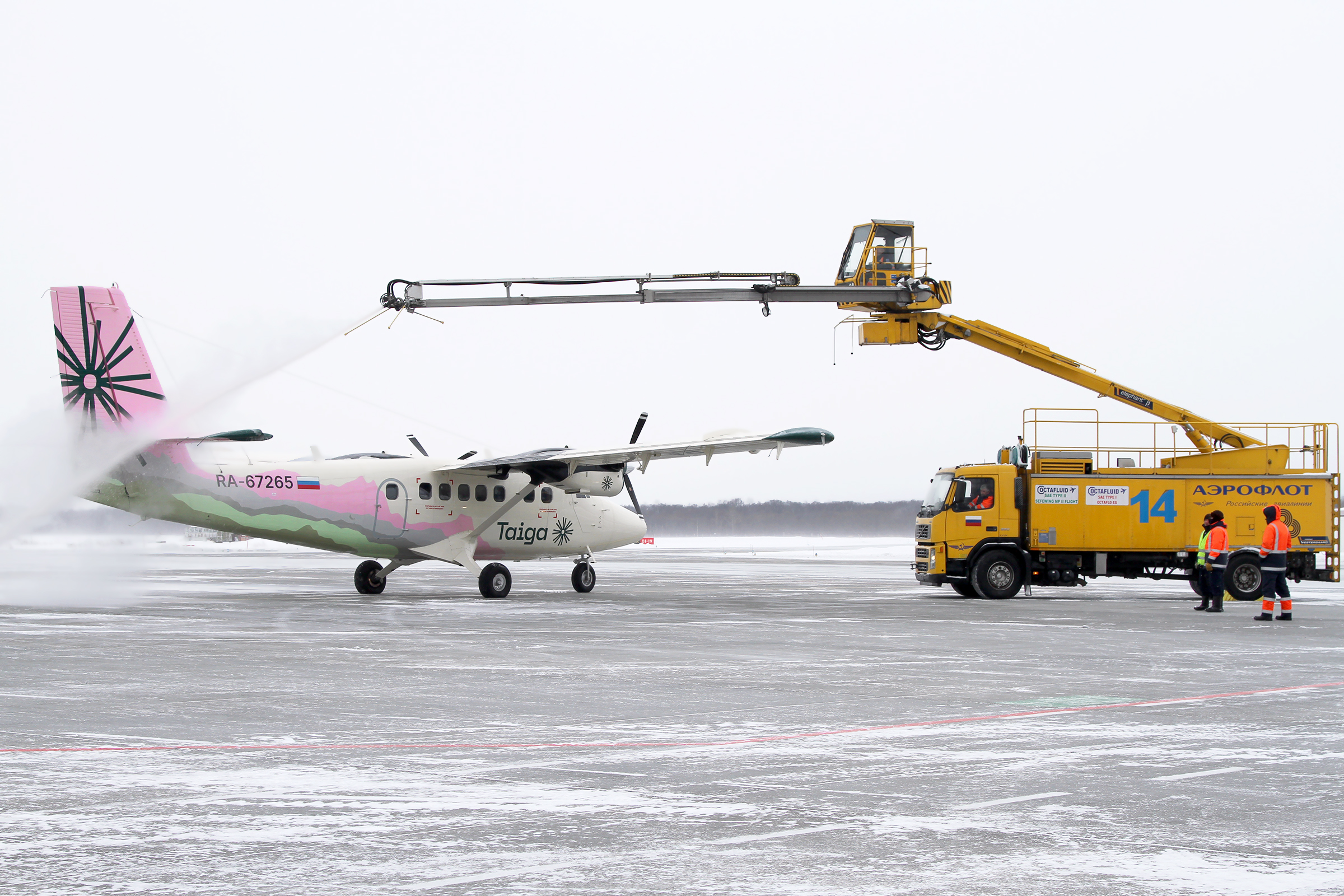
DHC-6 с номером RA-67265

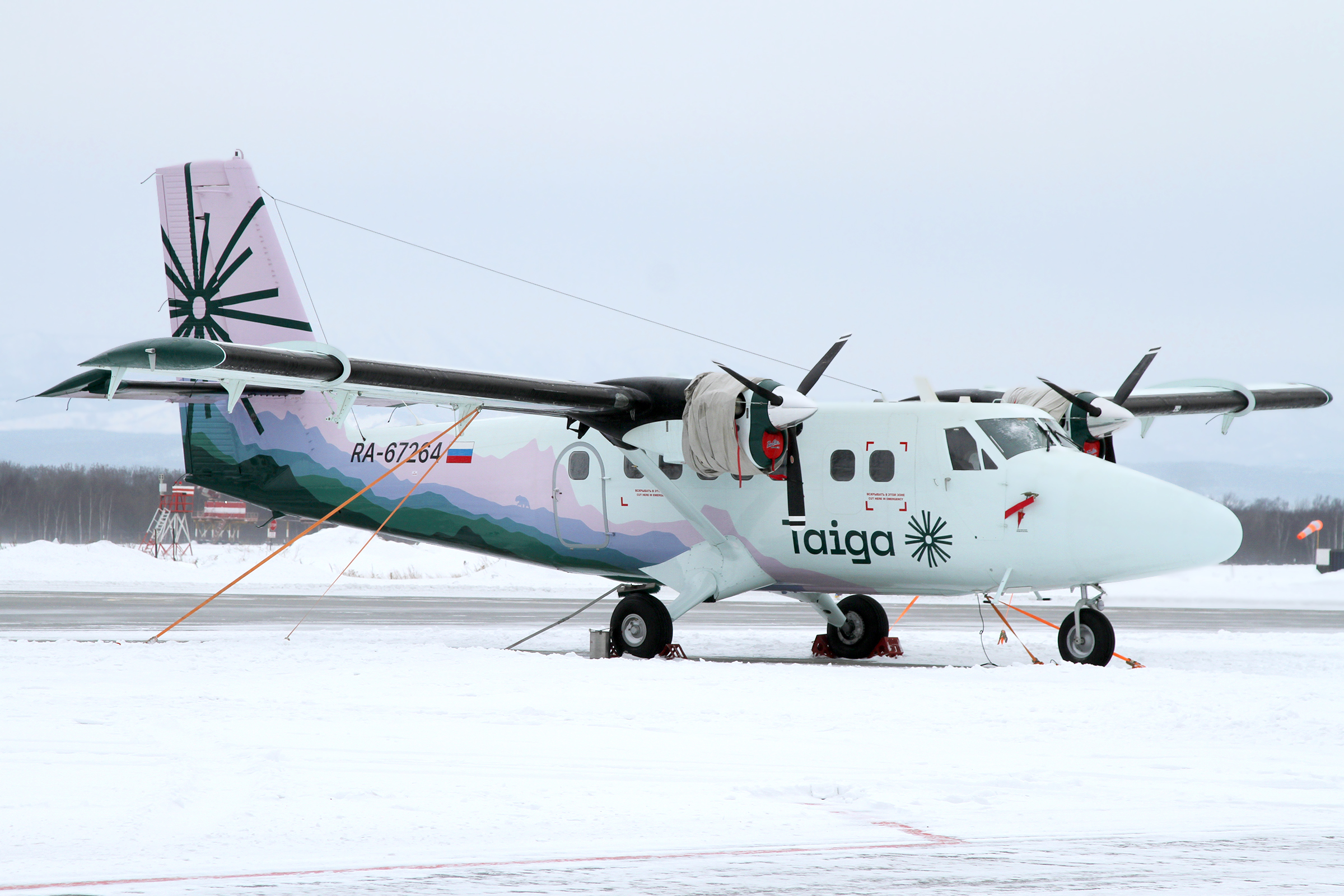
DHC-6 с номером RA-67264

## Флот
Лётный парк — представлен вертолётами Ми-8Т, Ми-8 МТВ-1 и самолётами DHC-6.
В состав оборудования вертолётов Ми-8 МТВ-1 входит бортовая система контроля и диагностики (пока единственные в России), обеспечивающая диагностирование состояния жизненно важных систем вертолёта по уровню вибраций; система аварийного приводнения, обеспечивающая удержание воздушного судна на плаву; выталкиваемые окна, позволяющие ускорить аварийное покидания вертолёта пассажирами. Кроме того, вертолёты оснащены обзорным метеолокатором и аппаратурой спутниковой навигации.
| Тип ВС    | Бортовой номер | Первый полёт | Статус                       |
| --------- | -------------- | ------------ | ---------------------------- |
| Ми-8МТВ1  | RA-25185       | 12.2000      | Летает (под брендом «Тайга») |
| DHC-6-400 | RA-67265       | 10.2020      | Летает (под брендом «Тайга») |
| DHC-6-400 | RA-67264       | 10.2020      | Летает (под брендом «Тайга») |
| Ми-8МТВ1  | RA-25420       | 11.2005      | Летает                       |
| Ми-8МТВ1  | RA-25488       | 03.2005      | Летает                       |
| Ми-8АМТ   | RA-22578       | 01.2017      | Летает                       |
| Ми-8МТВ1  | RA-22984       | 01.2017      | Летает                       |
| Ми-8МТВ1  | RA-22985       | 02.2014      | Летает                       |
| Ми-8МТВ1  | RA-25561       | 08.2009      | Летает                       |
| Ми-8МТВ1  | RA-22336       | 02.2017      | Летает                       |
| Ми-8МТВ1  | RA-22388       | 02.2017      | Летает                       |
| Ми-8Т     | RA-24208       | 10.2003      | Летает                       |
| Ми-8Т     | RA-24683       | 07.2003      | Летает                       |